# São Francisco do Guaporé
São Francisco do Guaporé – miasto i gmina w Brazylii, w stanie Rondônia. Znajduje się w mezoregionie Madeira-Guaporé i mikroregionie Guajará-Mirim.